# درویش علی بوزجانی
درویش علی بوزجانی (زاده بوزجان‌ -وفات بعد از ۹۲۹ هـ.ق)  صوفی خراسانی قرن نهم و دهم است. او از خادمان آستان شیخ احمد جام (ژنده پیل) و از مریدان خواجه عزیزالله نقش‌بندی بوده‌است. دربارهٔ زندگی و فعالیت‌های او اطلاعات زیادی در دست نیست. روضة الریاحین، مهمترین اثر اوست. این کتاب به فارسی و دربارهٔ شرح حال و مناقب احمد جام و فرزندان و نوادگان اوست.

## کتاب‌ها
- احادیث اربعین
- خزائن الاسرار، نویسنده در این اثر به موضوعات گوناگونی چون مذاهب و فرق، صوفیان، متکلمان، حکیمان، و نیز معرفت ذات، صفات و افعال حق پرداخته است.
- رشحات القدس فی شرح نفحات الانس به فارسی، گزارشی از نفحات الانس من حضرات القدس عبدالرحمان جامی است. بوزجانی در این گزارش حواشی جامی و شاگرد او عبدالغفور لاری (متوفی ۹۱۲) را بر نفحات الانس عیناً نقل کرده‌است . بخش بدیع این گزارش ، شرح حال ۵۵ تن از مریدان و بازماندگان شیخ احمد جام است که بوزجانی به قلم خود بر آنها افزوده‌است (گ ۳۹۲ـ۵۵۴).[۱]
- روضة الریاحین به فارسی در شرح حال و مناقب شیخ احمد جام و فرزندان و نوادگان اوست.